# جنید کوز
جنید کوز (انگلیسی: Cüneyt Köz؛ زادهٔ ۱۲ اکتبر ۱۹۹۲) بازیکن فوتبال اهل ترکیه است.
از باشگاه‌هایی که در آن بازی کرده‌است می‌توان به باشگاه فوتبال بایرن مونیخ ۲، باشگاه فوتبال قیصریه‌اسپور، و باشگاه فوتبال دینامو درسدن اشاره کرد.